# Nycteribia pedicularia
Nycteribia pedicularia är en tvåvingeart som beskrevs av Pierre André Latreille 1805. Nycteribia pedicularia ingår i släktet Nycteribia och familjen lusflugor. Inga underarter finns listade i Catalogue of Life.